# Dennis Fentie
Pour les articles homonymes, voir Fentie.
Dennis G. Fentie (né le 8 novembre 1950 à Edmonton en Alberta et mort le 30 août 2019 à Whitehorse (Yukon)) est un homme d'affaires et un homme politique canadien. 
Il est le 7e Premier ministre du territoire canadien du Yukon, chef du Parti du Yukon de juin 2002 au 28 mai 2011 et député de Lac Watson de 1996 à 2011.

## Biographie
Né le 8 novembre 1950 à Edmonton dans la province canadienne de l'Alberta, Dennis Fentie était un ancien homme d’affaires, ayant pris part à de nombreuses activités économiques au cours des années dans les domaines de l’exploitation forestière, du tourisme, de l’exploitation minière, du camionnage et de la distribution de combustibles. Jusqu’à tout récemment, il était propriétaire et directeur de la société Francis River Construction Ltd., à Watson Lake. Avant d’être élu député, Dennis Fentie a occupé le poste de directeur de l’association des forêts du Yukon. Il est également un ancien directeur de la chambre de commerce de Watson Lake.

### Carrière politique
Propriétaire et ancien gérant de Francis River Construction Ltd., Dennis Fentie avait été député néo-démocrate depuis 1996 avant de faire défection en mai 2002, accédant à la direction du Parti du Yukon seulement un mois après.

### Premier ministre
Dennis Fentie mène le parti au pouvoir, remportant une majorité parlementaire aux élections de novembre 2002.
Le 8 septembre 2006, Fentie déclenche une élection générale après que des défections de plusieurs de ses députés vers les deux autres partis d'opposition l'ont réduit à une situation de gouvernement minoritaire. Dans l'élection générale du 10 octobre 2006, lui et son parti sont reconduits au pouvoir avec un gouvernement majoritaire.

### Retraite
Le 27 avril 2011, Dennis Fentie prend sa retraite de la vie politique.
Le 11 juin de la même année, il démissionne et est remplacé par Darrell Pasloski, élu quatorze jours plus tôt à la tête du parti.

### Vie privée
Un an plus tard, Dennis Fentie est attaqué lorsqu'il est révélé qu'il avait été condamné et incarcéré pour trafic d'héroïne en 1974 alors qu'il avait 24 ans, ce qu'il n'avait pas rendu public auparavant étant donné qu'il avait été pardonné en 1996.
En novembre 2004, à la suite d'une enquête d'un journaliste de la CBC sur des allégations du chef de la Première Nation Liard, le magazine satirique Frank accuse Fentie de corruption. Dennis Fentie résiste aux appels à sa démission et est appuyé unanimement par son parti.